# Vilamoura Challenger
Il Vilamoura Challenger è stato un torneo professionistico di tennis giocato su campi in cemento. Faceva parte dell'ATP Challenger Series. Si giocava annualmente a Vilamoura in Portogallo.

## Albo d'oro

### Singolare
| Anno | Campione     | Finalista        | Punteggio     |
| ---- | ------------ | ---------------- | ------------- |
| 1988 | Barry Moir   | Stephane Bonneau | 6–1, 6–2      |
| 1989 | Nuno Marques | Alex Antonitsch  | 6–1, 4–6, 6–3 |

### Doppio
| Anno | Campioni                           | Finalisti                         | Punteggio |
| ---- | ---------------------------------- | --------------------------------- | --------- |
| 1988 | Peter Doohan Michael Fancutt       | Stephane Bonneau Fabio Silberberg | 6–4, 6–3  |
| 1989 | Marcos Górriz Borja Uribe-Quintana | Simone Colombo David Felgate      | 7–6, 6–1  |